# Vltava (Schiff, 1940)
Der Raddampfer Vltava wurde 1938 in der Schiffswerft Aussiger Schiffswerft und Holzindustrie - Huss, Sedlák & Goern GmbH in Olšinky auf Kiel gelegt. Der weitere Bau des Schiffes erfolgte in der Schiffswerft Praga in Prag-Libeň. 1940 wurde es in Dienst gestellt. Im Jahr 1942 erfolgte die Umbenennung in Moldau.

## Die Zeit bei der PPS bis 1945
Nach der Eingliederung der Prager Dampfschiffahrtsgesellschaft (Pražská paroplavební společnost/PPS) in die neu gegründete Tschechoslowakische Schiffahrts-Aktiengesellschaft Elbe (Československou plavební akciovou společností labskou/ČPSL)  zum 1. Januar 1937 entwarf das Management der Gesellschaft ein Projekt zum Bau von vier großen modernen Schaufelraddampfern. Die ČPSL hatte jedoch nicht das Geld für eine so große Investition. Man wandte sich deshalb an die Staatsverwaltung mit der Bitte zur Bereitstellung von den erforderlichen Krediten. Der Staat erklärte sich bereit, die Finanzierung von zwei großen Schiffen zu übernehmen und sie dann an die ČPSL zu vermieten. Zwei kleinere Schiffe sollte die Gesellschaft selbst finanzieren. 1938 erhielt sie dazu von der Zentralen Sozialversicherungsanstalt der Tschechoslowakei ein Darlehen in Höhe von 1,7 Mio. CSK. Daraufhin wurde am 3. Juni 1938 der Auftrag zum Bau eines Schiffes durch die Werft von Huss, Sedlák & Goern GmbH in Ústí nad Labem ausgelöst. Vorbild für das Design der beiden Schiffe war die 1880 in der Werft in Laubegast gebaute Hradčany (ursprünglich Kaiser Franz Josef). Im Gegensatz zu diesem Schiff erhielt die Vltava aber keine doppelten Fenster. Nach der am 1. und 2. Oktober 1938 erfolgten Eingliederung des Sudetenlandes in das Deutsche Reich, befand sich die Werft plötzlich außerhalb des tschechischen Staatsgebietes. Der im Bau befindliche Rumpf wurde deshalb im März 1939 in die Werft in Prag - Libeň  verbracht und der Bau des Schiffes hier fortgeführt. Der ursprüngliche Fertigstellungstermin 1939 musste allerdings auf März 1940 verschoben werden. Der Stapellauf erfolgte dann jedoch auf Grund weiterer Verzögerung beim Bau des Schiffes erst am 27. August 1940. Der Baupreis des Schiffes betrug statt den geplanten 2,1 Mio. CSK jetzt 2,7 Mio. CSK.
Das Schiff verfügte über einen kleinen Vorderdecksalon und einem mit einer Segeltuchplane überdachten Achterdeck. Dazu war es mit einem Patenruder-System Hitzler ausgerüstet. Es war komfortabel ausgestattet und verfügte über zwei Salons unter Deck. Weiterhin gab es einen Speisesaal und eine Küche. In den Radkästen waren die Toiletten und die Kasse untergebracht. 
Nach der Indienststellung als Glattdeckdampfer unter dem Namen Vltava wurde es als Expressdampfer auf der Strecke Prag – Štěchovice eingesetzt.
Am 16. Oktober 1940 wurden auf einer Fahrt auf dieser Linie die Daten dieser Verbindung erfasst. Das Schiff benötigte stromauf 2 Stunden und 48 Minuten. Stromab betrug die Fahrzeit 1 Stunde und 55 Minuten. Die Höchstgeschwindigkeit betrug 16,43 km/h. Damit wurden die von der Werft angegeben 20 km/h nicht erreicht.
Nach der Besetzung der Tschecho-Slowakischen Republik im März 1939 durch deutsche Truppen wurde die ČPSL in Böhmisch-Mährische Elbeschiffahrt AG (BMES) umbenannt. Die Namen der Schiffe wurden vorerst beibehalten. Erst der im Jahr 1942 ins Amt gesetzte stellvertretende Generaldirektor der Gesellschaft, Richard Tauche, setzte eine Umbenennung der Schiffe durch. Die Vltava bekam den Namen Moldau, die deutsche Übersetzung von Vltava.

## Die Zeit nach 1945
Nach dem Ende des Zweiten Weltkrieges wurde das Schiff 1945 wieder in Vltava umbenannt. Die Segeltuchbedachung wurde durch ein festes Dach ersetzt.
Am 22. Februar 1948 wurde die PPS verstaatlicht und 1950 im Handelsregister gelöscht. Am 1. Januar 1949 wurde die ČPSL in Tschechoslowakische Elbe-Schifffahrt (Československá plavba Labská/ČSPL) und am 1. Juli 1952 in Tschechoslowakische Elbe-Oder-Schifffahrt (Československá plavba labsko-oderská/ČSPLO) umbenannt. 
Nach der Fertigstellung der Talsperre Slapy im Jahr 1954 wurden die Fahrten bis nach Třebenice am Fuß der Staumauer ausgedehnt.
1960 wurde das Schiff in der Werft von Boletice nad Labem  bei Děčín generalüberholt. Das offene  Hinterdeck wurde in einen geschlossenen Salon umgebaut und ein Oberdeck für 40 Personen aufgebaut. Trotz eines besseren Längen-Breitenverhältnisses gegenüber dem Oberdeckdampfer Družba hatte das Schiff dadurch Stabilitätsprobleme. Das Oberdeck wurde deshalb nach einem Jahr wieder entfernt.
1978 wurde die Feuerung auf Ölfeuerung umgestellt.
Während der Rekonstruktion der Schleuse an der Staustufe in Modřany von 1982 bis 1984 fuhr das Schiff auf der Strecke Prag – Roztoky.
Am 1. Mai 1989 ereignete sich im Maschinenraum des Schiffes ein Unfall, bei dem Dampf aus dem Dampfkessel austrat. Dabei wurde der Schiffsingenieur getötet. Das Schiff wurde daraufhin aus dem Verkehr genommen. Nach Überprüfung und Abstellung der Mängel ging es im September 1989 wieder in Fahrt.
Am Saisonende 1990 wurde es als letztes Dampfschiff der Flotte außer Dienst gestellt.
Von März bis April 1991 wurde der Rumpf des Schiffes in der Werft Prag–Holešovice repariert und in der Werft Prag-Podbaba die Inneneinrichtung renoviert. Der alte Kessel wurde durch einen neuen Kessel der Firma Thyssen Henschel aus Kassel ersetzt. Die Kosten beliefen sich auf ca. 6 Mill. Kronen. Am 3. September 1991 ging es als Restaurantdampfer wieder in Fahrt. 
Eingesetzt wurde es für Kreuzfahrten im Stadtbereich, aber auch nach Mělník und an den Slapy Staudamm.

## Die Zeit bei der PPS ab 1992

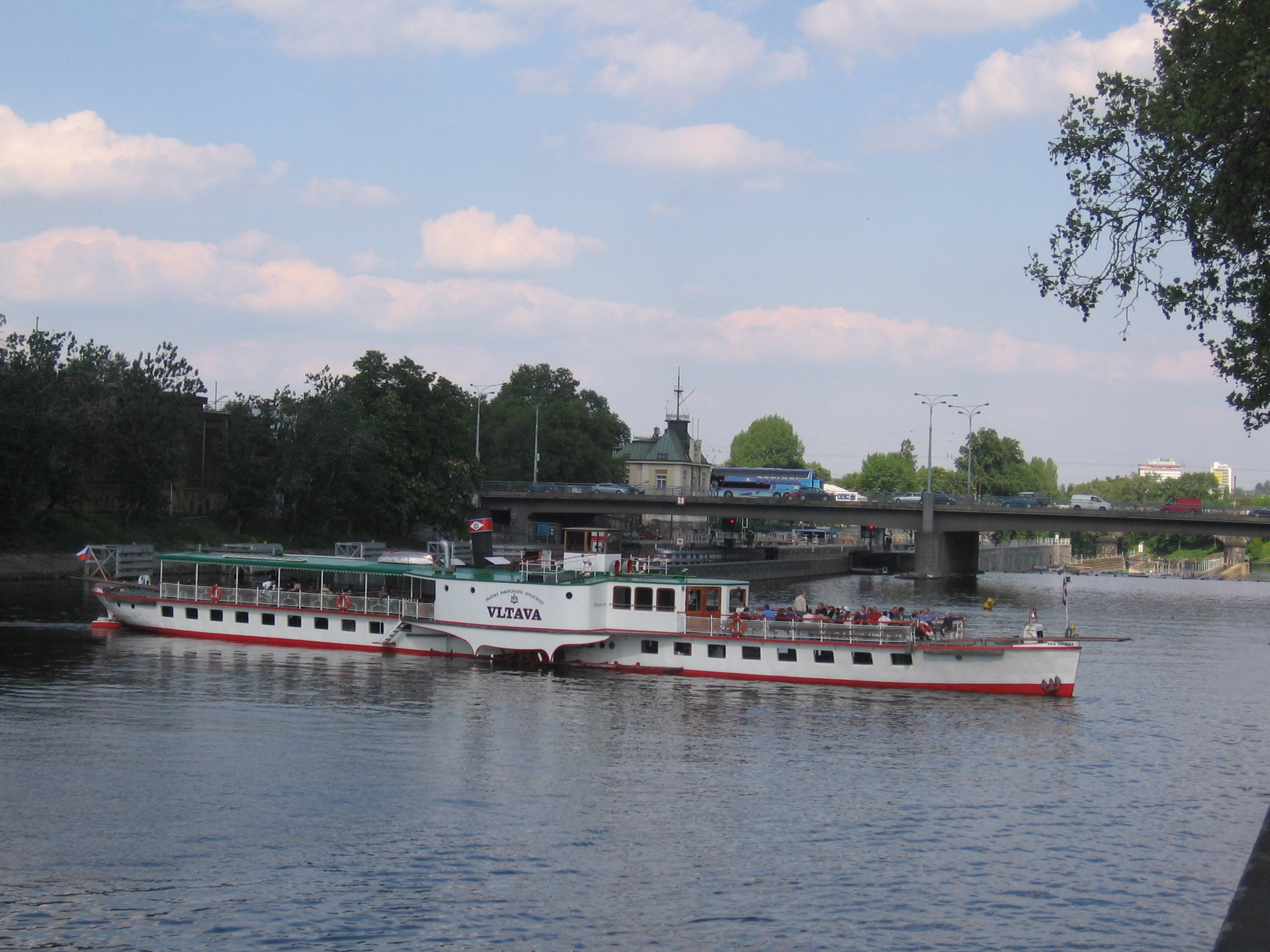
Die Vltava bei der Insel Štvanice

1992 wurde ČSPLO im Rahmen der Privatisierung in die Tschechoslowakische Elbe-Schifffahrt Aktiengesellschaft (Československá plavba labská as/ČSPL) mit Sitz in Děčín umgewandelt.
Nach der Eintragung in das Handelsregister am 27. März 1992 kehrte die Prager Passagierschifffahrt offiziell zu ihrem traditionellen Namen Pražská paroplavební společnost, a.s. PPS zurück.
Nach einem Unfall in der Schleuse Štvanice, bei dem der Bug eingedrückt wurde, kam es in der Schleuse von Smíchov am 26. Mai 1998 zu einem folgenschweren Unfall, bei dem der Bug des Schiffes am Schleusentor eingeklemmt wurde und das Schiff leck schlug. Es wurde zur Werft Holešovice geschleppt und dort repariert. Am 7. Juni 1998 war es wieder im Einsatz.
Im Frühjahr 2006 befand sich das Schiff zu Wartungsarbeiten in der Werft in Chvaletice.
2007/08 wurde das Schiff einem kompletten Umbau unterzogen, um es in den Originalzustand von 1940 zurückzuversetzen. An Deck wurde alle nachträglich errichteten Aufbauten zurückgebaut. Dazu wurden Kessel und Maschine rekonstruiert.
Am 16. September 2013 fand auf der an der Anlegestelle Prag-Kampa liegenden Vltava eine Feierstunde anlässlich der Übergabe der Verleihungsurkunde des Denkmalschutzes für die Vltava und die Vyšehrad durch den Kulturminister Jiří Balvín statt.
Am Mittwoch, den 26. August 2020 fuhr die Vltava in den Hafen von Libeň, wo sie am 27. August vor 80 Jahren vom Stapel gelassen wurde. Hier fand dazu eine Feierstunde statt. Am 20. September fuhr sie nach Davle. Hier fand eine gemeinsame Feier zum 120. Jahrestag der Eröffnung der Eisenbahnlinie Prag – Čerčany, statt. Die Bahnlinie führt hier direkt an der Moldau entlang. Die beiden Jubiläen, 80 Jahre Vltava und 120 Jahre Eisenbahn feierten die Tschechische Bahn und die Prager Dampfschiffahrtsgesellschaft gemeinsam.
Heute fährt das Schiff von Mai bis September an den Wochenenden zum Slapy-Staudamm. Es kann auch für eine Kreuzfahrt nach Mělník gebucht werden.

## Die Dampfmaschine
Die Dampfmaschine ist eine schrägliegende Zweizylinder-Heißdampf-Verbund-Dampfmaschine mit Einspritzkondensation. Gebaut wurde sie, wie auch der Ein-Flammrohr-Zylinderkessel mit 15 bar Dampfdruck, von der Maschinenbaufirma Českomoravská-Kolben-Daněk/ČKD. 1991 erhielt das Schiff einen neuen Dampfkessel. Die Feuerung wurde auf eine automatische Ölfeuerung umgestellt. Die Dampfmaschine wirkte auf zwei seitliche Schaufelräder.